# Islamska zajednica
Islamska zajednica, islamska vjerska ustanova muslimana na Balkanu. 

## Povijest
Islamske zemlje ne poznaju organizaciju Islamske zajednice, jer su u tim zemljama vjera i država jedno. Takav su primjer i zemlje koje su sekularne ali imaju većinsko islamsko stanovništvo, kao što je Turska. U Turskoj ne postoji Islamska zajednica nego Uprava za vjerske poslove, koja je zadužena za islamska pitanja. Crkve su posebne organizacije u tim zemljama i ne pripadaju tim uredima. 
Kad je riječ o Balkanu, potreba za stvaranje Islamske zajednice kao neovisne vjerske organizacije nastala je poslije odlaska Osmanlija sa zapadnih posjeda na Balkanu. To nije nastalo voljom muslimana nego novim okolnostima. Samo je Islamska zajednica u Bosni i Hercegovini u novim okolonostima nosila naziv Islamska zajednica, na čijem se čelu nalazio reis-ul-ulema. Takav položaj se desio zbog toga što je Austro-Ugarska na tom insistirala, kako bi što više Bošnjake odvojila od Istanbula. Zajednice u Srbiji, Crnoj Gori i u drugim državama imale su status muftiluka na čijim se čelu nalazio muftija. Zadaća tih ustanova je bila očuvati islam i duhovni bitak muslimana. Suglasnost za osnivanje islamskih zajednica dao je mešihat u Istanbulu tako što je šejh-ul-islam dodijelio menšuru. Sve većim prisustvom muslimana u Europi, osnivaju se razne organizacije koje ponekad nose različite nazive, ali imaju funkciju islamske zajednice. One su najčešće ekspoziture u zapadnim zemljama institucija za vjerska islamskih država ili Islamske zajednice kao što je to slučaj s Bosnom i Hercegovinom.  
Vrhovno tijelo, duhovno vodstvo i starješinstvo te ustanove zove se Rijaset.
Islamska zajednica u Bosni i Hercegovini osnovna je 1882. godine. Islamska zajednica u Hrvatskoj osnovana je 16. travnja 1916. godine. Niški muftiluk je formiran 1868. godine, dok je Podgorički muftiluk osnovan 1878. godine.
U Kraljevini Jugoslaviji status je reguliran Zakonom o islamskoj vjerskoj zajednici Kraljevine Jugoslavije od 30. siječnja 1930. godine čime je utvrđeno jedinstvo islamske vjerske zajednice u Kraljevini Jugoslaviji. Prvi Ustav Islamske vjerske zajednice Kraljevine Jugoslavije donesen je 9. srpnja 1930. godine. Organizacija je zasnovana na vjersko-prosvjetnom i vakufsko-imovinskom uređenju. Upravljalo se njome propisima šerijata te zakonu i ustavu islamske vjerske zajednice. Usvajanjem novog ustava i izborom za reis-ul-ulemu hadži hafiz Ibrahim ef. Maglajlića, Vrhovno islamsko starješinstvo i sjedište reis-ul-uleme premješteno je iz Sarajeva u Beograd. Izmjenom Zakona o islamskoj vjerskoj zajednici iz 1930. odnosno dopunom tog zakona Zakonom o pravnom položaju vjerskih zajednica od 28. veljače 1936. godine, ukinuta su muftijstva i sjedište reis-ul-uleme premješteno je iz Beograda u Sarajevo. Raspadom SFRJ razbija se Islamska zajednica u njoj.
Danas, islamske zajednice u Bosni i Hercegovini, Hrvatskoj, Sloveniji i Srbiji čine jednu jedinstvenu Islamsku zajednicu sa sjedištem u Sarajevu.